# Bernice Stegers
Bernice Stegers (Liverpool, 12 luglio 1949) è un'attrice inglese.

## Biografia
Bernice Stegers muove i primi passi nel mondo della celluloide poco più che ventenne. Dopo alcune comparsate, ottiene il primo vero ruolo da co-protagonista nella serie tv Vita e morte di Penelope. 
Nel 1980, Federico Fellini scrittura la giovane attrice ne La città delle donne. Sempre il medesimo anno interpreta la protagonista di Macabro, horror diretto da Lamberto Bava. 
La promettente Stegers ha occasione di lavorare, tra i tanti volti noti, con Alain Tanner, Isabelle Adjani e Christopher Lee. Nei decenni Ottanta e Novanta partecipa a numerosi prodotti per il piccolo schermo.
Tra gli ultimi film menzionabili si ricordano Le mie grosse grasse vacanze greche e Grandi speranze. 
È legata sentimentalmente con Mike Newell. 

## Filmografia
- La città delle donne, regia di Federico Fellini (1980)
- Macabro, regia di Lamberto Bava (1980)
- Quartet, regia di James Ivory (1981)
- Gli anni luce, regia di Alain Tanner (1981)
- Xtro - Attacco alla Terra, regia di Harry Bromley Davenport (1982)
- Beltenebros, regia di Pilar Miró (1991)
- Le mie grosse grasse vacanze greche, regia di Donald Petrie (2009)
- Grandi speranze, regia di Mike Newell (2012)
- Suite Francese, regia di Saul Dibb (2014)
- Il club del libro e della torta di bucce di patata di Guernsey, regia di Mike Newell (2018)